# هیوگ برندنر
هیوگ برندنر (انگلیسی: Hugh Bradner؛ زاده ۵ نوامبر ۱۹۱۵ درگذشته ۵ مهٔ ۲۰۰۸) یک دانشمند اهل ایالات متحده آمریکا بود.